# Pseudochromatosia nigrapex
Pseudochromatosia nigrapex is een vlinder uit de familie van de spinneruilen (Erebidae). De wetenschappelijke naam van deze soort werd voor het eerst voorgesteld door Martin Krüger in een publicatie uit 2015.
De soort komt voor in Zimbabwe.